# Lunar Owls Basketball Club
Le Lunar Owls Basketball Club est une franchise de la ligue américaine de basket-ball à trois féminin Unrivaled.

## Présentation
Les Lunar Owls sont l’un des six clubs de la ligue américaine de basket-ball à trois féminin Unrivaled. Comme les cinq autres, ils sont franchisés à la ligue et sont basés à Miami. Leurs matchs se déroulent au Média pro US, une salle de 850 places.

### Identité
La ligue révèle les noms et les identités graphiques des clubs le 24 octobre 2024. C’est l’agence Doubleday & Cartwright qui l'accompagne dans leurs créations. Chaque identité a été réfléchie pour toucher des publics différents.

### Création de l'équipe
L’équipe est constituée le 20 novembre 2024. La ligue a réparti les 34 joueuses annoncées et les deux places de wild-cards en six groupes. Ce sont les six entraîneurs et entraîneuses qui définissent ensemble les compositions des équipes, en essayant de les constituer le plus équitablement possible et sans savoir laquelle leur sera attribuée.
Les Lunars Owls reçoivent Napheesa Collier, Allisha Gray, Skylar Diggins-Smith, Natasha Cloud, et Shakira Austin,. À ces joueuses s'ajoute une place de wild-card qui est attribuée le 17 décembre à Cameron Brinks. Elle ne peut cependant pas participer à la saison 2025 en raison d'une blessure au ligament croisé antérieur subie lors de sa saison rookie avec les Sparks de Los Angeles.
Le 21 décembre, les Lunar Owls participent au premier transfert de la ligue. Elles récupèrent Courtney Williams des Laces contre Natasha Cloud, dans un échange à trois équipes incluant le Phantom. Courtney Williams et Napheesa Collier, coéquipières au Lynx de Minnesota en Women's National Basketball Association (WNBA) ont mené leur franchise en finales en 2024.
Les Lunar Owls sont entraînées par DJ Sackmann, sans expérience en WNBA mais réputé pour ses compétences en matière de développement des joueuses,.

### Débuts
Les Lunar Owls participent au premier match de la ligue, le 17 janvier 2025. Elles s'imposent face au Mist de Breanna Stewart, cofondatrice de la ligue avec Napheesa Collier.

## Composition actuelle
L'équipe est composée de Napheesa Collier, Skylar Diggins-Smith, Allisha Gray, Shakira Austin, Courtney Williams et Cameron Brink. 

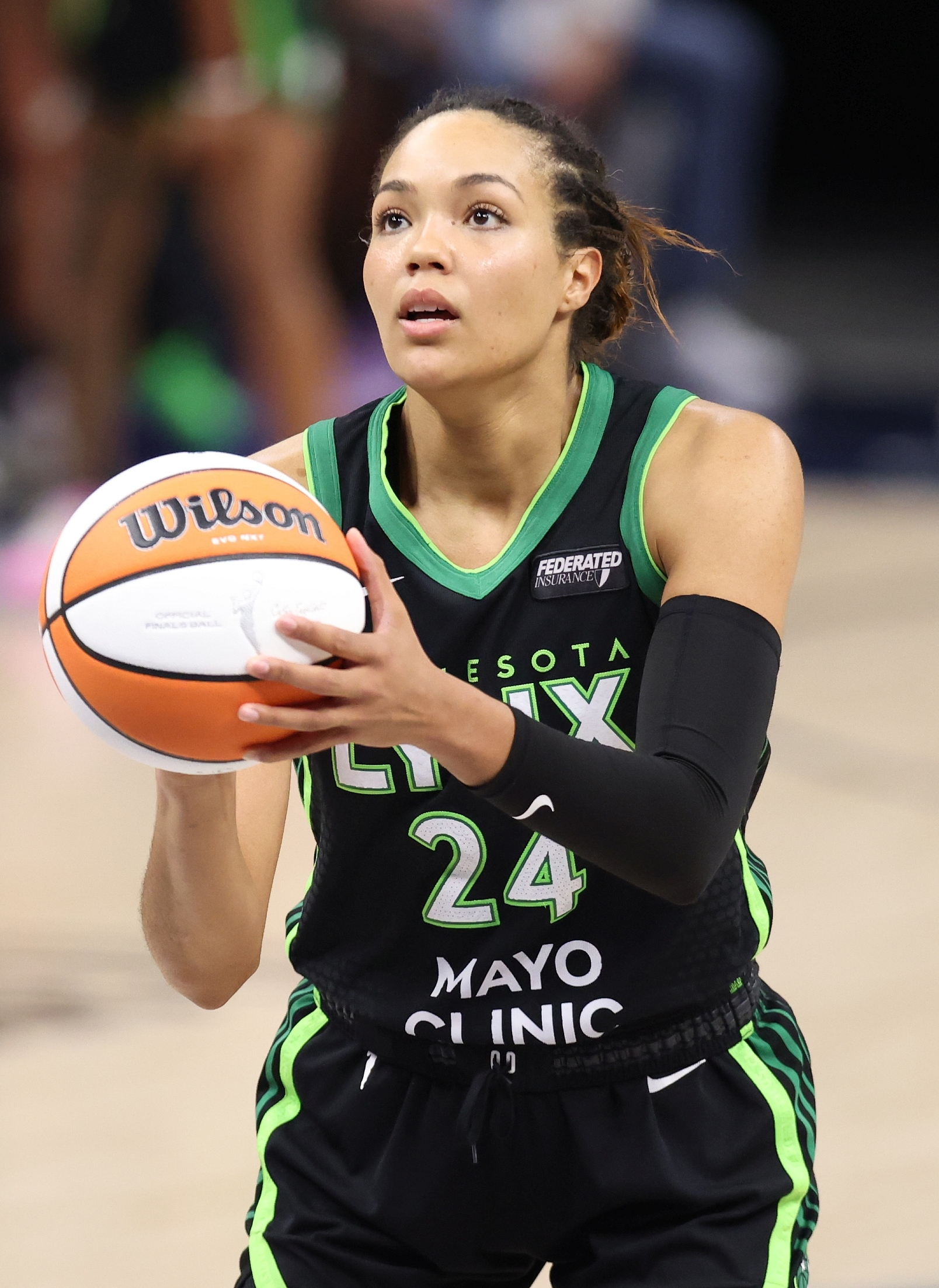
Napheesa Collier
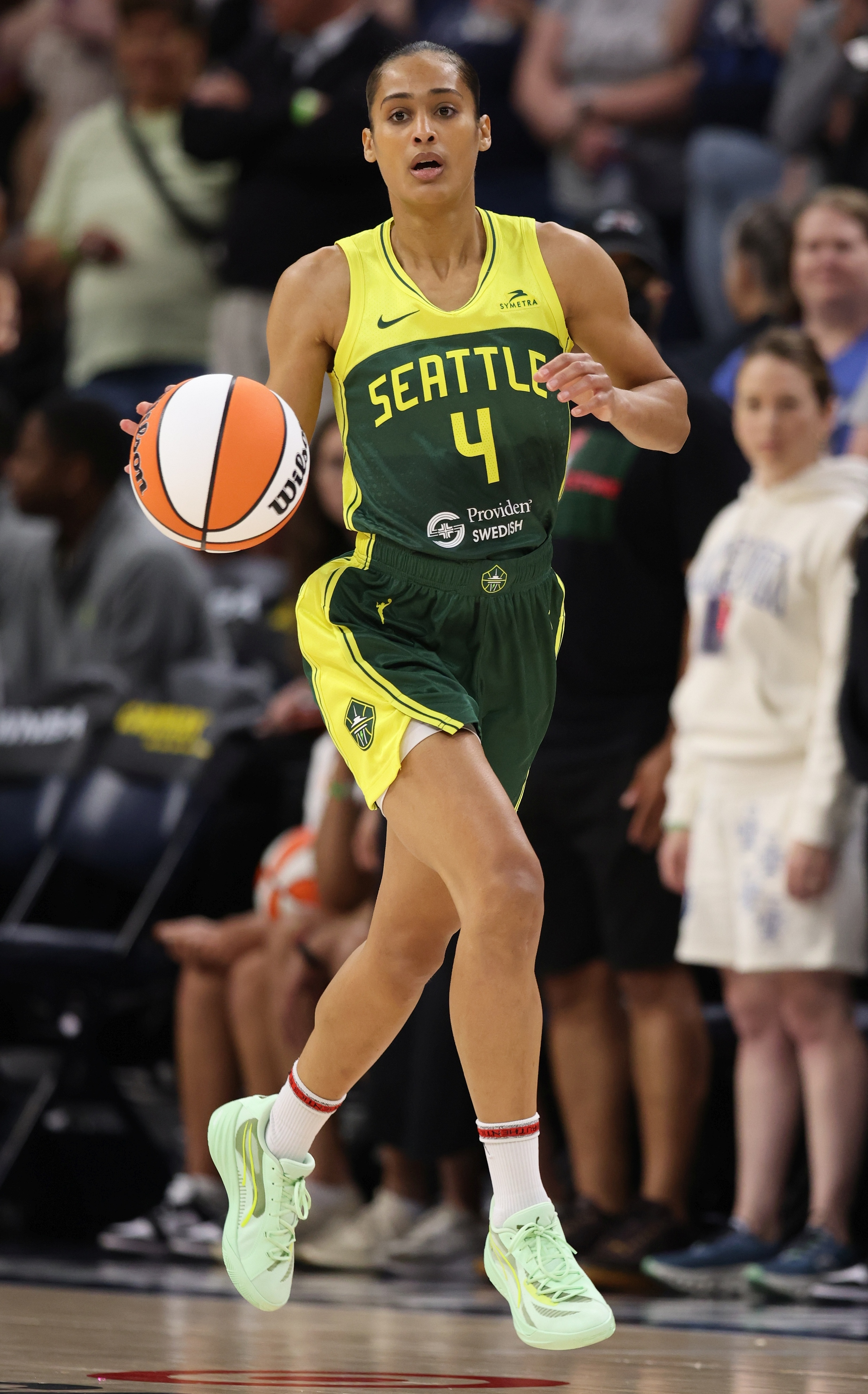
Skylar Diggins-Smith
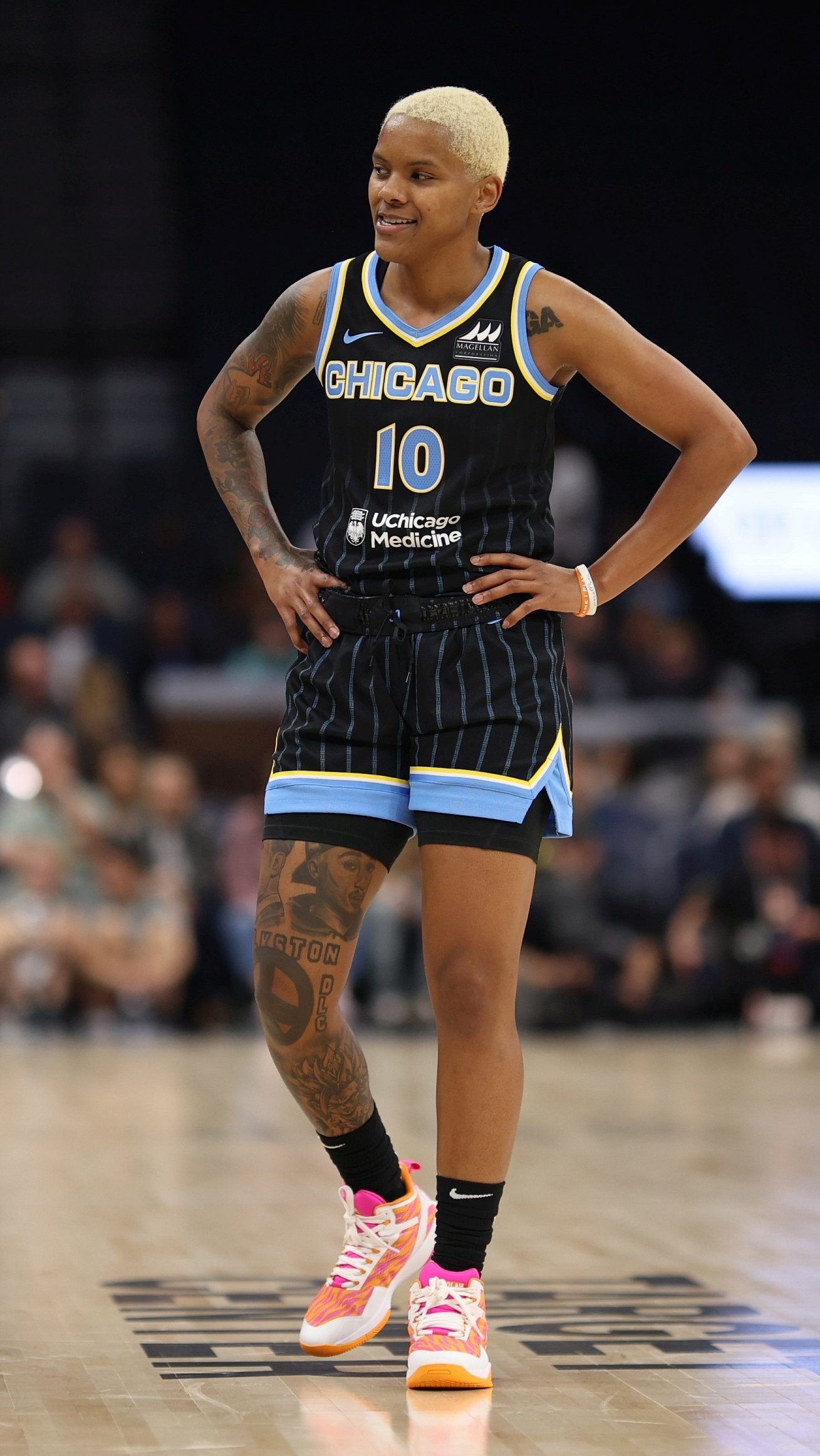
Courtney Williams
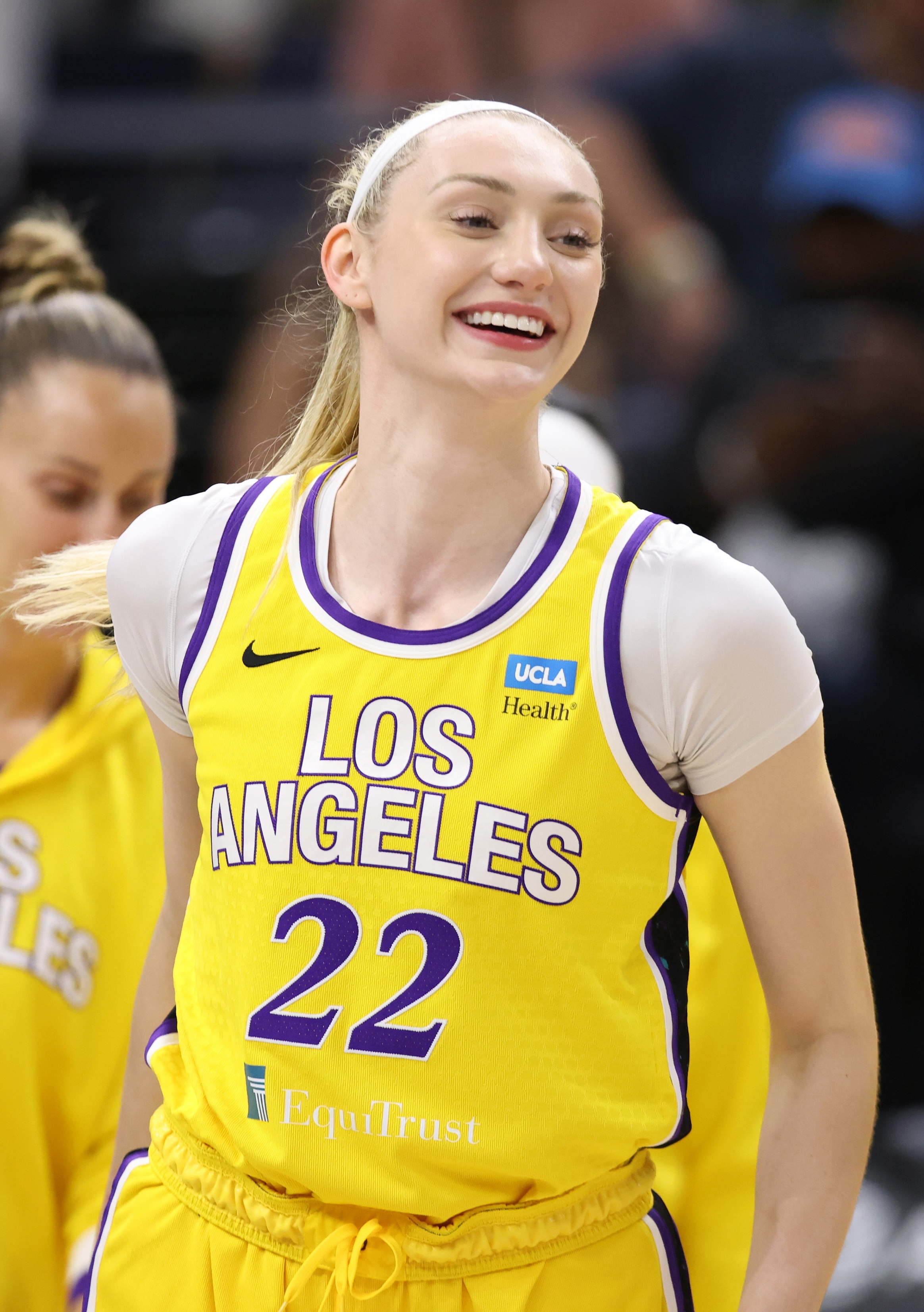
Cameron Brink
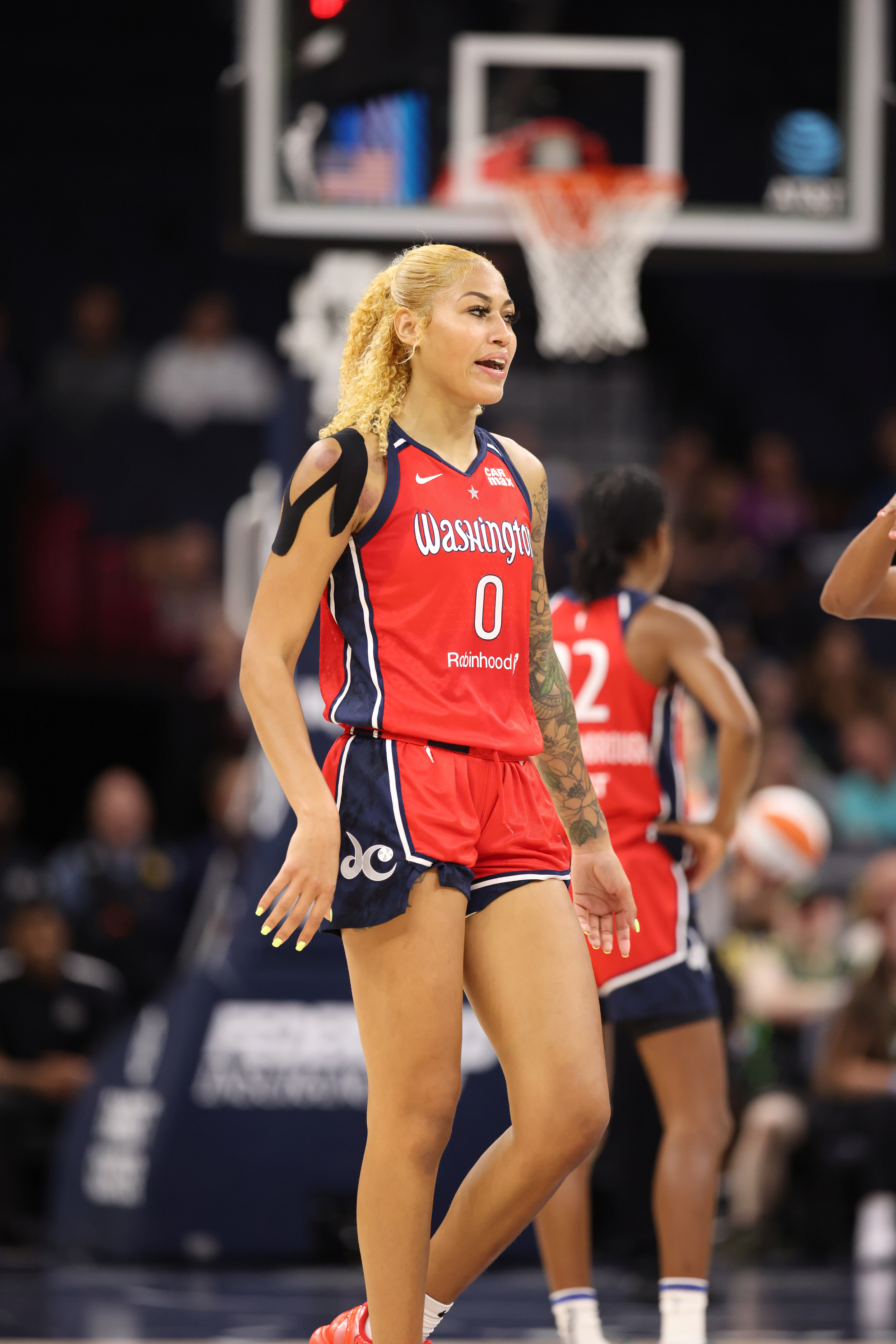
Shakira Austin
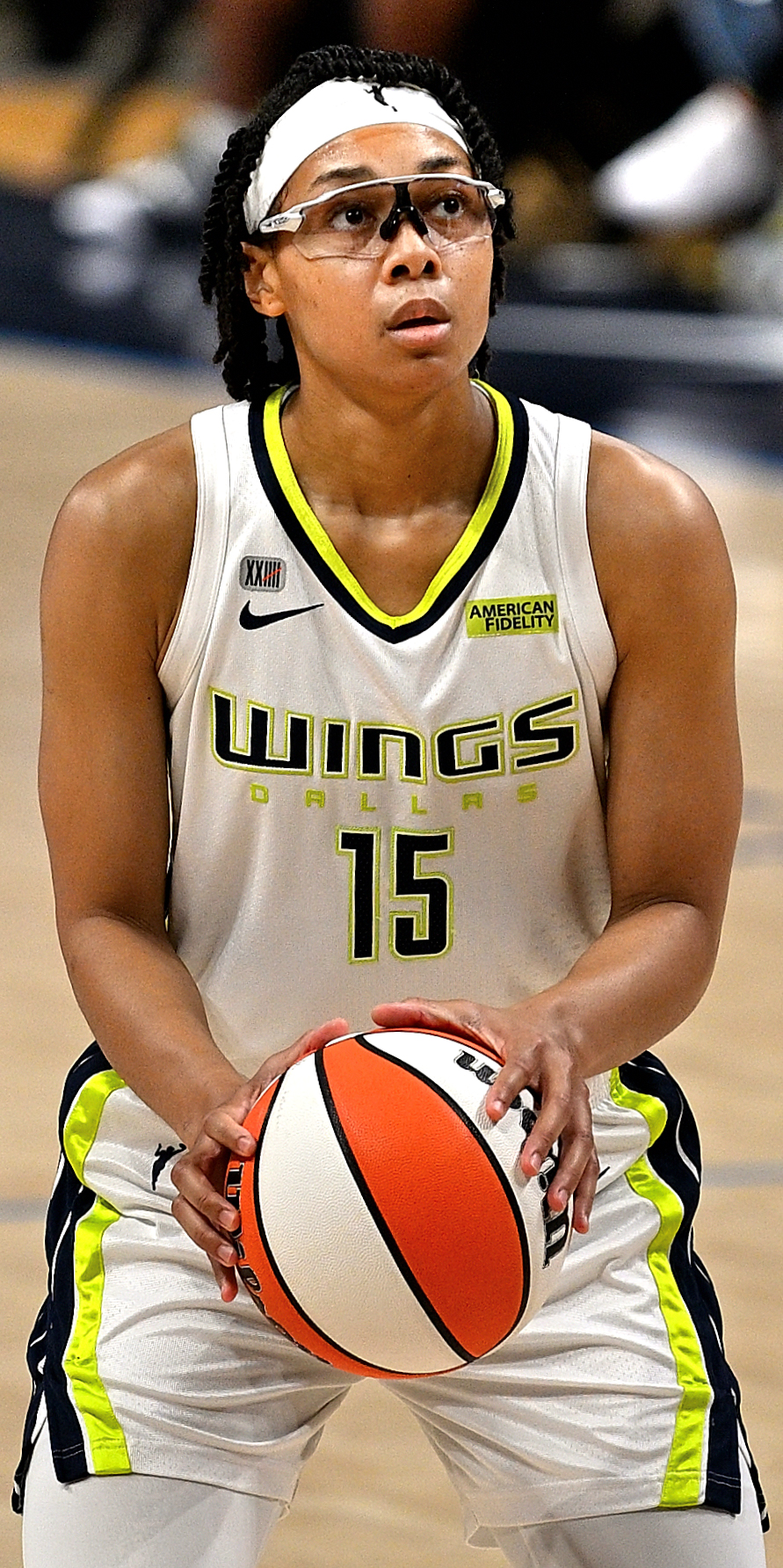
Allisha Gray